# Segunda División Peruana 1919
La Segunda División Peruana 1919, denominada como «VIII Campeonato de Segunda División de la Liga Peruana de Football 1919», fue la 8.ª edición de la Segunda División del Perú y la 8.ª edición realizada por la ADFP.  El Teniente Ruiz y el Association F.B.C., logran el campeonato y el subcampeonato respectivamente. 
Sportivo Tarapacá Ferrocarril, Fraternal Barranco, Unión Perú y Sportivo Lima  no participaron de la primera división 1919, por lo tanto, tuvieron a afiliarse a la segunda categoría. Se autorizó tres ascensos a la máxima división de 1920.
Ascendieron los equipos de Teniente Ruiz de La Victoria, Association F.B.C. de Lima y Nacional Juan Leguía de Lima (mejor tercero) de la Segunda División de 1919, sin embargo, no participaron en la Primera División de 1920.

## Equipos participantes
- Teniente Ruiz- Campeón, Asciende a 1.ª División de 1919
- Association F.B.C. - Subcampeón, Asciende a 1.ª División de 1919
- Nacional Juan Leguía de Lima - Asciende a 1.ª División de 1919
- Fraternal Barranco
- Sporting Fry N°1 Miraflores
- Sportivo Fry N°2 Lima
- Unión Miraflores N°1 Miraflores
- Atlético Peruano N° 2 Rimac
- Unión Lima Lima
- Carlos Tenaud Nº 2 Lima
- Unión Perú
- Carlos Tenaud Nº 1 Lima
- Unión Miraflores N°2 Miraflores
- Sportivo Tarapacá
- Sportivo Lima
- Sportivo Perú
- Escuela de Artes y Oficios
- Sport Alianza N°2 La Victoria
- Sport Inca N° 2 Rimac
- Juan Bielovucic N°2
- Sport Victoria Lima
- Unión Gálvez Lima -pierde la categoría
- Sport Nacional Lima -pierde la categoría
- Sport Santa Catalina La Victoria -pierde la categoría
- Sportivo Piérola Lima-pierde la categoría
- Atlético Bellavista Miraflores -pierde la categoría

| Predecesora: 1918 | Segunda División del Perú 1919 | Sucesora: 1920 |